# Ágii Theódori (Agía Marína, La Canée)
Ágii Theódori, en grec moderne : Άγιοι Θεόδωροι, ou Theodoroú (Θοδωρού), est une île grecque, située au nord d'Agía Marína, en Crète. Elle dépend du district régional de La Canée. À proximité d'Ágii Theódori se trouve l'îlot Mikrós Ágios Theódoros ou Theodoropoúla ().  Selon le recensement de 2011, les deux îles sont inhabitées. 
Le nom de l'île vient de l'église Saint-Théodore qui est désormais en ruine. L'île au sud a une grande grotte avec une entrée voûtée. L'îlot est une zone de protection spéciale en tant qu'abri pour la chèvre sauvage crétoise (Capra aegagrus creticus), appelée kri-kri, inclus dans le réseau Natura 2000.